# Maurizio Fagiolo dell'Arco
Maurizio Fagiolo dell'Arco, né le 22 novembre 1939 à Rome et mort le 11 mai 2002 dans la même ville, est un critique et collectionneur d'art italien. 

## Biographie
Fils du poète et architecte Mario dell'Arco et d'Anna Maria Manmano, il est diplômé en Histoire de l'Art à l'Université Sapienza de Rome. Il publie avec son frère Marcello Fagiolo la monographie sur le Bernin : un exemple emblématique des études d'un historien d'art et collectionneur. En 1977, bien qu'il ait remporté le concours pour la chaire de professeur extraordinaire d'histoire de l'art moderne, il refuse d'accepter un poste universitaire.
Dans son activité d'historien de l'art, il s'intéresse principalement au baroque, aux nombreuses expressions artistiques et à l'art moderne et contemporain : il est parmi les premiers à s'intéresser au festival baroque, tandis que dans le domaine des arts figuratifs du début du XXe siècle, il s'intéresse notamment aux Futuristes, à l'école romaine (XXe siècle) et au réalisme magique. Il travaille également comme publiciste, organise des expositions et édite des catalogues, et il s'intéresse également à la relation entre le cinéma et les arts figuratifs.
Collectionneur d'art, il fait don en 1999 de sa collection d'art baroque au Musée du Palais Chigi à Ariccia. Il meurt subitement d'une crise cardiaque et est inhumé à côté de ses parents dans le cimetière de Genzano à Rome.

## Publications
- (it) Jean Lemaire, pittore « antiquario », 1996, 330 p.[1].
- Rapporto 60. Le arti oggi in Italia, Rome, Bulzoni, 1966
- Le Opere di misericordia : contributo alla poetica del Caravaggio, Milan, All'insegna del pesce d'oro, 1969
- Il Parmigianino: un saggio sull'ermetismo nel Cinquecento, Rome, M. Bulzoni, 1970
- La scenografia : dalle sacre rappresentazioni al futurismo, Florence, Sansoni, 1973
- Innocenti, Rome, Editalia, 1977
- L'effimero Barocco : strutture della festa nella Rome del 600, Rome, Bulzoni, 1978
- Cosa Mentale, Rome, AAM, 1979
- avec la collaboration de Angela Cipriani, Bernini, Antella (Florence), Scala, 1981
- Alberto Savinio, Milano, Fabbri, 1989
- Mario Tozzi: Italiens de Paris, Bulzoni, 1990
- Futur-Balla: la vita e le opere, Milano, Electa, 1992
- Pietro da Cortona e i suoi cortoneschi : bilancio di un centenario e qualche novità, Rome, Bulzoni, 1998
- L'immagine al potere : vita di Giovan Lorenzo Bernini, Rome, Bari, GLF Laterza, 2004
- Classicismo pittorico : Metafisica, Valori Plastici, Realismo Magico e "900", Milan, Costa & Nolan, 2006